# 北京安元鼎
北京安元鼎安全防范技术服务有限公司是一家名义上从事保安相关工作，而实质上主营业务为拦截、关押、遣返上访者的公司。该公司因涉嫌“非法拘禁”和“非法经营”两项罪名而遭到立案调查，并且因为与某些地方政府存在合作关系而引起争议。

## 主要成员

### 张军
张军（1963年4月14日-），籍贯河北省承德市围场满族蒙古族自治县人，曾有外号张奈贼（音，满语意思为“狼”），受教育程度为初中毕业，任董事长一职。自2009年公司注册资本增加至1000万元时，张军占该公司98%股份。于2010年9月25日因涉嫌“非法拘禁”及“非法经营”两项罪名被刑事拘留。

#### 家庭成员
父亲，姓名不详，老军人，在曾经参加过的四平战役上负伤后退役。张军为其长子，其下有两个弟弟。其中二弟名为张智，三弟姓名不详。张军有一子名张学松，也是该公司重要成员之一。

#### 生平

##### 早年
张军初中毕业后，曾任围场县车子村民兵连长。1983年曾开设石灰窑，后经营过皮货生意，乡亲对其的评价是头脑灵活。20世纪90年代开始，张军带领三弟离乡闯荡，最后到达北京。此间做过各种杂活，生活艰苦。

##### 安元鼎
最晚至2005年，张军已成为北京安元鼎商贸有限公司（北京安元鼎安全防范技术服务有限公司前身）的重要员工。2008年，张军投资成立两家新公司，均包含“安元鼎”三字：一家为北京安元鼎文化传媒有限公司，另一家为北京安元鼎立安全防范技术服务有限公司。前者董事长为耿天丽，为北京安元鼎安全防范技术服务有限公司最新股东之一，可见其与张军关系之密切，至于是何关系，目前不详。后者被认为可能是培养其儿子张学松而专门成立的，因为张学松为该公司第二大股东，张军本人则为第一大股东。

### 张杰
张杰，任总经理。

### 张学松
张学松，1984年生，受教育程度为初中毕业，任业务部经理，同时也是张军设立的另一公司（北京安元鼎立安全防范技术服务有限公司）的第二大股东（10%），其父张军为第一大股东。

## 历史

### 前身
北京安元鼎安全防范技术服务有限公司前身为北京安元鼎商贸有限公司，成立于2004年6月15日，注册地是北京市海淀区，原始注册资本为50万，出资人仅有两人。其中郑长兴出资10万，而张照华出资40万，同时任法人代表。该时期公司实际业务广泛，其中包括“提供安全防护服务”。经营场所位于魏公村一119平米的住宅。

### 早期
北京安元鼎安全防范技术服务有限公司这个名称是在2005年8月完成变更的，经营业务也明确为“提供安全防范技术咨询服务”。根据资料显示，可以知道至少在更名之后，该公司肯定是经北京市发展和改革委员会、北京市公安局、北京市保安服务总公司批准，成为北京市保安服务总公司的特许经营企业，归其直接领导。
2006年3月，创始人将公司转手给另外6位投资人，两位原始投资人退出。新公司注册资本仍为50万元，其中大股东为张军和付国有，均占总股本的25%，法人由张军出任。其中张军至少在2005年时，即为安元鼎的重要员工。与此同时，经营场所亦搬迁至同为住宅的海淀区定慧西里21号楼，面积仅为59.12平米。此时公司总资产为85.7万元，扣税后亏损12.22万元。
2006年10月，大股东付国有退出，张军出资额变更为30万，其余4股东均为5万。半年后该公司扭亏为盈，实现盈利15.26万元，总资产增加至116.97万元。
2007年，根据工商局资料显示，该公司全年营收861.93万元。根据资料显示，应该参与过北京奥运会的安保工作。北京市保安服务总公司为奥运安保任务，特聘中央警卫局专家对经过“政治背景、身体条件等方面”严格审查的候选人，进行相关培训，以便对贵宾等客户进行特殊保护。安元鼎公司董事长张军在接受采访时表示，这些服务将按小时、按天或者按场次进行收费。据该公司工作人员透露，最高档次为每小时2000元。

### 护送部成立
2008年5月，“护送部”成立，该部门的职责为负责“关押、押送上访人员”。至此，该公司部门总数变为10个。而这10个部门中“护送部”变成最赚钱的部门，一位副总经理仅负责此部门业务，可见地位之凸显。
2008年11月14日，该公司注册资本结构再度发生变化，张军出资金额变为80万，其余股东没有变化，公司注册资金变为100万。半年之后，注册资本再度增加，变为1000万元，增资部分全部由张军出资。2008年该公司全年营收2100.42万元。
根据相关资料显示，事发前公司股本结构调整为张军出资600万，耿天丽、万树祯、张杰和梁增斌分别出资100万，其营业执照中的经营项目为“无”。

## “荣誉”
该公司在过去曾经获得一些“荣誉”，这些荣誉包括：
- 2007年获得中国保安服务“十大影响力品牌”[1]；

- 2007年被北京市保安服务总公司评选为B级安保企业[10]；
- 2008年被北京市保安服务总公司评选为A级安保企业[1][11]；

- 2009年被北京市保安服务总公司评选为国庆60周年安保勤务先进单位[12]；

## 问题爆发
自从成立护送部以来，因为非法限制人身自由等问题，该公司或多或少在某些媒体上涉及“黑监狱”问题的报道中出现。但该问题集中爆发于2010年9月份的媒体报道，并呈现公开化，此后被北京警方立案调查，该公司高级管理人员被刑事拘留。

### 媒体报道
虽然此前在一些站点上有该公司相关的零星报道，然而直到2010年9月份之前，并没有引起大众的关注。定于2010年9月13日正式出版的《财经》杂志第19期中的文章《保安公司专职截访》中，关于该公司与某些地方政府签订协议拦截、关押上访者问题的报道引起了大众的关注，其它媒体在其后陆续发表了一些与之有关的新闻。尽管经过许多媒体的报道，以及首都警方宣布立案并刑拘其董事长和总经理，但坐在办公室里办公的该公司工作人员对《新京报》记者表示，这“没什么影响”，“业务照常进行”。随后，《新京报》的这个报道也被从网上移除。
《南方都市报》及《京华时报》分别于9月25日及9月26日进行了进一步的报道。

### 舆论控制
在《财经》杂志报道该问题后第二天（9月14日），该杂志发行方的网站财经网无法正常浏览，与此同时大部分转载其报道的页面亦无法正常浏览。而法国国际广播电台中文网则于9月23日报道，9月20日晚间有北京市警方派员到杂志社办公室，提出要调查该文相关稿件、“交出作者”等要求。该事件在新浪微博上披露后，引起许多网民的关注。该杂志副主编罗昌平在9月25日表示，警方事后解释为“有高层批示调查”该公司，因此派出刑警来了解情况，由于警员态度问题导致了“误会”。
由于该问题涉及社会安定问题，之前“安元鼎”一词在中国大陆地区是被屏蔽或部分屏蔽的搜索关键字，尽管大陆地区的搜索引擎已经允许搜索“安元鼎”，但这些引擎几乎都屏蔽本文。除此之外，在许多地方编辑该类文章仍然是受到管制的，例如尽管百度搜索允许结果中显示安元鼎在百度百科条目的同时，该条目却无法显示。
以下为曾经在网络上出现过的，但后来被删除的报道（部分）：
- 年入2000万_财经_凤凰网，网页快照，原网页（页面存档备份，存于）已删除，《财经》杂志（2010年9月13日）
- 北京安元鼎公司成截访黑监狱 向地方政府收佣金_新闻_腾讯网[永久]，网页快照，原网页已删除，南方都市报（2010年9月24日）
- 北京涉拘禁上访者保安公司仍在营业(图)_网易新闻中心，网页快照，（页面存档备份，存于）已删除，新京报（2010年9月26日）内容参见中国校园无忧网（页面存档备份，存于）。
- 福建省上杭县公安局，网页快照[19]，原网页（页面存档备份，存于）已删除（2010年5月18日）。
- 正义需要愤怒的表达 中國共产党新闻网（人民网），网页快照，正义需要愤怒的表达 中國共产党新闻网（人民网）原网页（页面存档备份，存于）已删除（2010年9月28日）

### 刑事调查
2010年9月25日，该公司被立案偵查。与此同时，董事长张军、总经理张杰被刑事拘留
。立案及刑拘的理由为涉嫌“非法拘禁”和“非法经营”两项罪名。至此，该公司与“黑监狱”问题挂钩。关于黑监狱问题，半岛电视台曾于2009年4月咨询中国政府，得到“不承认其存在”的答复。
根据《中华人民共和国宪法》第三十七条第二款、第三款规定，“任何公民，非经人民检察院批准或者决定或者人民法院决定，并由公安机关执行，不受逮捕。禁止非法拘禁和以其他方法非法剥夺或者限制公民的人身自由。”根据温家宝签署、2010年1月1日实施的《保安服务管理条例》规定：保安员不得有限制他人人身自由、搜查他人身体或者侮辱、殴打他人以及扣押、没收他人证件、财物；不得阻碍依法执行公务；不得有参与追索债务、采用暴力或者以暴力相威胁的手段处置纠纷等行为。然而，该公司的合同及委托书上却显示，该公司认为这些行为是“依据有关法律和政策”行事。

## 客户
尽管在媒体报道中提及若干地方政府与该公司合作的信息，但目前为止存在公开证据的的仅有以下一家：
- 福建省上杭县旧县乡政府[22][23][19]：旧县乡迳美村18名外嫁女因紫金矿业原始股分配等问题分两批到北京上访，在天安门接受盘查后被送往马家楼接济中心。此后，旧县乡政府派人与该公司签订协议强制遣返这18名上访人员。

## 受害人
由于受害人数众多，此处仅列出有姓名且可考的受害人。

### 张耀春
张耀春，女，曾经是广西壮族自治区合浦县公安局户政科的一名干警。此前在内保科任职时发现有干警非法销售枪支弹药，将该情况告知检查团后，以“考勤不及格”为理由被辞退。张耀春在上访过程中，多次被安元鼎公司的人员强制押送和监管。其中2009年12月16日，由广西驻京办负责人朱某电话约到该驻京办处，在该处实施了押解行动。在场目睹过程的，除了驻京办工作人员外，还有北海政府人员。本次拘押过程中遭到电棒殴打，甚至遭到名为牛力军（音）的保安警告“准备去拘留所”。五天后同另一名上访者被日夜兼程送返北海，到达广西合浦县后，由当地公安局信访科前同事接领。2010年5月27日再次上访也遭该公司“拘押”，其间与一名“特勤”混熟后得知，当地政府需向该公司支付每人每次约3万元。在遣返结束交接时，目睹驻京办出示的一份证明从当地公安局与该公司签订合同中掉落至地上。

### 谢其明
谢其明，男，曾经是江苏省无锡市的某卷刀厂的法人代表，2010年1月26日前往北京上访。1月29日与多名无锡籍上访人员在街上遭民警盘查询问是否为来京上访人员，并查看身份证，后被送至某公安分局做记录。然而就在此之前，谢其明在王府井附近的公安部信访局按程序登记过信息。不久后该公司的押送车辆即开进公安分局大院，由警察交由该公司处理。谢其明及一男性被送至南四环西路小红门村“羁押”，该处有60多被关押人。其他16名女性被押送至附近一仓库，该处有200人左右。其间私人物品包括身份证均被没收。1月30日这18人被一同“遣返”至无锡，其间谢其明因目睹一“胖子”小队长对王品仙女士实施殴打及非礼而出言相救，结果遭打击报复，右手第五掌骨远端骨折。1月31日，无锡市政府派出一名工作人员至无锡新体育馆门口向其中一名司机交付现金，然后上访者根据所在街道，被送至不同的地点继续“关押”学习，直至春节前才重获人身自由，其间无任何法律文书或者书面手续。

### 王品仙
王品仙，女，上访原因不明。2010年1月30日，与谢其明在同一辆车上被“押送”回无锡，其间因抗议被误伤，结果遭一名“胖子”小队长殴打及非礼。

### 戴月权
戴月权，男，2009年9月30日因1977年因公受伤未获应有赔偿的问题到国家信访局上访后被送至久敬庄，在此处遭到重庆市驻京办官员控制，然后交给该公司“羁押”于朝阳区南顶路红寺村。在此处见到2岁多的幼童及70多岁的老人，以及一名双下肢瘫痪的贵州省安顺市残疾人。4天后因一名大学生逃脱告发，所有人均被转移至朝阳区小红门村“北京市千成雅仓储服务中心”继续“羁押”。6天后被送至北京市西客站，交给重庆市巴川驻京办负责人处理。遣送回当地后，遭警方警告不要再上访，否则将会因其由于上访而曾被劳动教养，而会被判5至10年有期徒刑。除此之外，还有多次被该公司处理的记录如下：
- 2009年3月，与林永良同坐20路公交车去最高人民检察院接待室信访途中被抓，后被重庆市驻京办人员用牌照为“京M·10167”的车辆押送至通州区潞城镇某处“羁押”；
- 2009年5月，再度被重庆市驻京办人员使用另一牌照为“京E·25441”的车辆押送至潞城镇另一地点“羁押”。

对此，戴月权向朝阳区的检察院和区公安分局书面举报，并在2010年5月25日得到检察院答复通知材料已转至北京市公安局朝阳分局信访办。此后多次询问公安局，均没有得到有效答复。6月下旬得到“不归我们管”答复后，再没有任何消息。

### 周博一家三代
周博，重庆市石柱县人，已知2009年9月30日在北京市朝阳区南顶路红寺村遭遇“羁押”，但起止日期不详。其父姓名不详，70多岁，其子周易2岁多，一同遭遇“羁押”。

### 杨培耕
杨培耕，黑龙江省黑河市人，已知2009年10月4日在北京市朝阳区小红门村“北京市千成雅仓储服务中心”遭遇“羁押”，但起止日期不详，时年75岁，为当时在该处被“羁押”者当中年龄最大的一位。

### 廖启荣
廖启荣，江西省赣州市人，已知2009年10月4日在北京市朝阳区小红门村“北京市千成雅仓储服务中心”遭遇“羁押”，“羁押”起始时间为2009年8月18日，为当时当地“羁押”时间最长者。其间遭遇殴打，直至写下不再上访保证书为止。

### 林丽萍
林丽萍，女，福建省上杭县旧县乡迳美村的外嫁女，籍贯不详。2010年3月29日带着5岁的女儿，与其他外嫁女一同进京上访。当天晚间，上杭县工作组前往上访者在陶然亭公园居住的鹤乡宾馆，企图劝返上访人员遭到拒绝。不久该公司派人前往该处处理，包括收缴个人物品，然后连夜押解奔袭福建省上杭县旧县乡。对此，负责迳美村相关工作的人员表示：“外嫁女们到北京非法上访，会给首都治安带来很大隐患，把她们押送回来，是地方政府的职责所在。”“与安元鼎签订协议，维稳费用不见得减少，反而增多了。” 

### 林永良
林永良，男，重庆市铜梁县人，2010年7月进京上访，时年58岁。在国家信访局上访完毕之后，被周勇等4人强行带上车殴打，致使3颗门牙脱落，后遭周勇警告暗示“告了白告”或者“无处可告”。然后被带至另一名为“京都强业保安服务公司”位于丰台区梆子井10号的关押地点，保安见状对该问题向公司汇报，以避免出现不必要的麻烦。林永良在该关押地点被限制人身自由的时间5天后，由上述公司遣返重庆。除此之外，还遭到安元鼎的关押及遣返。

### 毛元泽
毛元泽，湖南省澧县人，据资料显示于2010年时应为63岁，曾遭该公司关押遣送，但时间地点不详，上访原因不详。因此事向小红门派出所以及朝阳区公安分局举报，截至2010年9月24日为止，没有收到任何消息。

### 赵桂荣
赵桂荣，女，居住地哈尔滨，籍贯不详，丈夫邢世库。邢世库原为出租车司机，为反映单位领导问题而多次上访，后被关精神病院多年。赵桂荣认为其丈夫并非精神病人，因此在2009年9月30日第一次上访。当天下午，在去过国家信访局之后，经民警盘问后被送至丰台区久敬庄接济服务中心。当晚半夜，一自称为黑龙江驻京办的工作人员，带领该公司多名保安将其押至该公司总部。至此，赵桂荣个人物品被没收，软禁七天后被送上北京直达哈尔滨的火车，其间有列车员监视。根据赵桂荣的了解，之所以是坐火车回去的原因，是因为政府不愿意为遣返付费给该公司，因此公司购买火车票让其自行回去。除此之外，赵桂荣还被该公司押送过至少两次。而在该公司被关押的过程中，该公司一个姓牛的校领导指示该公司另一工作人员殴打她。而另一次在被称为“二号基地”的地方，则被保安骚扰并提出性要求。而据赵桂荣所述，该公司有一金姓领导曾经声称他可以将材料递给高层领导，以诱惑女性访民以身体作交换。

### 赵桂香
赵桂香，女，吉林省舒兰市人，原该市水泥厂职工，在2010年时应为47岁，此前已经上访有10年。2009年，在路过北京永定门长途汽车站时，经民警盘查后，被送至马家楼。数小时之后，舒兰市驻京办来人表示要借其回去，被多次拒绝后带领多名该公司工作人员将其拖上该公司的汽车，随即押回吉林，其间遭受该公司员工殴打。在出发前，赵桂香称看到舒兰市驻京办负责人给该公司工作人员2000元人民币，而即将进入舒兰市境内时，又听到该车司机通过电话沟通确认还有7000元人民币的“尾款”需要收取。

### 陈连清
陈连清，男，河北省石家庄人，上访原因及起止时间不详。根据其描述，该公司曾派公司员工冒充信访局工作人员，欺骗访民在该公司的收容地点居住。居住期间访民虽然不需付费，但该部分费用需要由当地政府支付每天200元。当来自同一地区的访民累计至一定人数后，该公司将用大巴将这批人遣返，并据此向当地政府索要另一笔费用。

### 郝文忠
郝文忠，女，东北人，具体籍贯不详。已知因丈夫文革期间非正常死亡问题长时间上访，目前上访详细原因及起止时间没有正规媒体报道。但该上访者曾经遭到该公司员工打伤，则是可以确定的。

### 林新凤
林新凤，女，福建省上杭县旧县乡迳美村外嫁女，具体籍贯不详，为该村外嫁女上访事件中的其中一名受害者。

## 关系人
根据媒体的调查和报道，该公司与某些政府相关人员有联系：
- 北京市公安局国内安全保卫局某处长（已知活动为接送吃饭）；[21]
- 鄂尔多斯某公安局长，以及当地某集团的某办公室主任（已知活动为请该公司相关人员吃饭）；[21]

### 引用
1. 1 2 3  . 台州财税.   [2010-10-11]. （原始内容存档于2011-05-05）.
2. 1 2 3 4 5 6  . 南都网（南方都市报）. 2010-09-24  [2010-10-10]. （原始内容存档于2010-09-26）.
3. 1 2  . 芦溪县法院网.   [2010-10-10]. （原始内容存档于2011-06-05）.
4. ↑  . 北京安元鼎文化传媒有限公司.   [2010-10-12]. （原始内容存档于2009-12-11）. 地址：北京市朝阳区小红门南四环东路88号  电话：010-67629325    董事长：耿天丽 电子邮箱：ayd888@yahoo.cn  邮编：100078
5. 1 2  
. 中国选举与治理网（源自财经网）. 2010-09-13  [2010-10-12].[永久]
6. ↑  . 南都网（南方都市报）.   [2010-10-10]. （原始内容存档于2010-09-26）.
7. ↑  . 赶集人. 2010-05-26  [2010-10-12]. （原始内容存档于2012-05-24）.
8. ↑  . 新浪新闻. 2008-03-27  [2010-10-12]. （原始内容存档于2008-04-09）.
9. ↑  . 中国中央电视台. 2008-04-11  [2010-10-12]. （原始内容存档于2016-03-05）.
10. ↑  . 北京市保安服务总公司. 2008-01-24  [2010-10-12]. （原始内容存档于2009-05-29）.
11. ↑  . 北京市保安服务总公司. 2009-01-15  [2010-10-12]. （原始内容存档于2009-05-29）.
12. ↑  . 北京市保安服务总公司. 2009-11-11  [2010-10-12]. （原始内容存档于2009-05-29）.
13. ↑  . 财经网. 2010-09-13  [2010-10-19]. （原始内容存档于2015-06-05）.
14. 1 2  . 正义网. 检察日报社. 2010-10-18  [2010-10-20]. （原始内容存档于2010-10-22）.
15. ↑  . 百度.   [2010-10-12]. （原始内容存档于2018-09-30）. 抱歉，没有找到与“site:zh.wikipedia.org 安元鼎”相关的网页。
16. ↑  . 搜狗.   [2010-10-12]. （原始内容存档于2020-02-20）. www.wikipedia.org站内没有找到能和“ 安元鼎 ”匹配的内容。
17. ↑  . 百度.   [2010-10-16]. （原始内容存档于2018-09-30）. 百度搜索结果（注意其中“北京安元鼎保安公司_百度百科”的搜索结果）
18. ↑  . 百度.   [2010-10-16]. 对不起，您所要查看的词条无法显示！
19. 1 2 3  《上杭县公安局依法处置旧县迳美村部分外嫁女进京非正常上访事件》（网页快照），福建省公上杭县公安局，原文内容：

| 3月29日，旧县乡迳美村18名外嫁女分两批次出发到北京上访，要求解决紫金原始股分配等事项。4月2日晚，5名上访人员在天安门地区被公安民警盘查得知上访后被送到北京市马家楼接济中心。4月3日下午，另13名上访人员也在天安门地区被北京警方盘查，其中11名上访人员随后也被送往马家楼接济中心。4月3日晚12时，北京安元鼎保安公司在与旧县乡政府派出的工作组签订协议后将16名上访人员强制遣返护送回上杭，于4月5日中午抵达我县。 迳美村外嫁女到京上访后，上杭县公安局高度重视，除与信访局、旧县乡政府等有关部门共同做好教育疏导工作外，密切关注事件的进展态势。4月5日16名上访人员被遣返到达上杭后，上杭县公安局立即组织民警开展调查，在充分调查取证的基础上，决定对第二次前往北京天安门地区，被送往马家楼接济中心遣返的林某勤、翁某金、黄某、林某秀等4人各处治安拘留七日，钟某芳、林某凤、林某英等3人各处以治安拘留八日。经查，上述七人曾于2010年2月份到北京上访时被天安门地区公安民警送往马家楼接济中心，后被强制遣返，上杭县公安局已于2月份对她们批评、教育、宣传法律法规。对其他进京非正常上访的黄某英等9人进行训诫并给予警告。 |
20. ↑  . 半岛电视台（Al Jazeera）. 2009-11-12  [2010-10-10]. （原始内容存档于2010-02-06）. Al Jazeera uncovered a "black jail" in April, but the Chinese government flatly denies their existence.
21. 1 2 3 4 5 6  . 金羊网（羊城晚报）. 福建上杭政府承认与保安公司签押送访民协议  [2010-10-12]. （原始内容存档于2010-09-26）.
22. ↑  .   [2010-10-10]. （原始内容存档于2010-09-29）. 2010年5月18日，福建上杭县公安局网站上挂出一条工作动态，公告十几名上访者被遣返。其中一句提到：“4月3日晚12时，北京安元鼎保安公司在与旧县乡政府派出的工作组签订协议后，将16名上访人员强制遣返护送回上杭，于4月5日中午抵达我县。”
23. ↑  .   [2010-10-10]. （原始内容存档于2010-09-27）.
24. ↑  . 南方报业网: 2.   [2010-10-11]. （原始内容存档于2010-10-14）.
25. ↑  . 南方报业网: 4.   [2010-10-11]. （原始内容存档于2010-10-14）.
26. ↑  . 南方报业网: 5.   [2010-10-11]. （原始内容存档于2010-10-14）.
27. 1 2 3 4  . 南方报业网: 6.   [2010-10-11]. （原始内容存档于2010-10-08）.
28. 1 2 3  . 南都周刊. 2010-09-27  [2010-10-16]. （原始内容存档于2010-10-01）.
29. ↑  . 2010-10-20  [2010-10-20]. （原始内容存档于2018-12-11）. 像被安元鼎打伤的郝文忠、戴月权，打了都白打了。
30. ↑  . 中国广播网吉林分网. 2010-09-25  [2010-10-22].